# NGC 4239
NGC 4239 é uma galáxia elíptica (E) localizada na direcção da constelação de Coma Berenices. Possui uma declinação de +16° 31' 54" e uma ascensão recta de 12 horas, 17 minutos e 14,9 segundos.